# إيفان رايت
إيفان رايت (بالإنجليزية: Evan Wright)‏ (12 ديسمبر 1964 – 12 يوليو 2024) هو صحفي ومراسل عسكري أمريكي، ولد في 1964 في كليفلاند في الولايات المتحدة.

## وصلات خارجية
- إيفان رايت على موقع IMDb (الإنجليزية)
- إيفان رايت على موقع قاعدة بيانات الفيلم (الإنجليزية)